# Variabele worteluil
De variabele worteluil (Euxoa cursoria) is een nachtvlinder uit de familie van de uilen, de Noctuidae. 
De wetenschappelijke naam cursoria ("behorend bij een wedstrijdbaan") verwijst vermoedelijk indirect naar de voornaamste habitat van deze soort, de duinen. Wedstrijden vinden immers plaats in een "arena", hetgeen tevens het Latijnse woord is voor zand.

## Beschrijving
De voorvleugellengte bedraagt tussen de 14 en 18 millimeter. De grondkleur van de voorvleugels is zeer variabel en loopt uiteen van grijswit met strogeel tot donkergrijs met bruin. Langs de apex loopt in het algemeen een lichte strook. De soort is zeer moeilijk te determineren.

## Waardplanten
De variabele worteluil gebruikt diverse planten als waardplanten, zoals kluwenhoornbloem, veldhondstong, vroege haver, zeepostelein, zeewolfsmelk, en soorten viooltje. De rups is te vinden van september tot juni. De soort overwintert als rups.

## Voorkomen
De soort komt in Europa voor, met name aan de kust, maar in Oost-Europa ook in het binnenland. Vanuit Europa loopt het verspreidingsgebied door tot in Centraal-Siberië, Mongolië en Tibet en ook Afghanistan. In Canada komt een aparte ondersoort Euxoa cursoria wirima Hardwick, 1965.

### In Nederland en België
De variabele worteluil is in Nederland en België een zeldzame soort, die verspreid over het hele gebied kan worden gezien, met name op zandgronden. De vlinder kent één generatie die vliegt van halverwege juni tot en met augustus.